# Condado de McCone
O Condado de McCone é um dos 56 condados do estado norte-americano de Montana. A sede de condado é Circle, que é também a sua maior cidade. O condado tem uma área de 6949 km² (dos quais 104 km² estão cobertos por água), uma população de 1977 habitantes, e uma densidade populacional de 0,28 hab/km² (segundo o censo nacional de 2000). O condado foi fundado em 1919 e recebeu o seu nome é uma homenagem a George McCone, senador do estado do Montana que promoveu a criação do condado.